# Tourist Trophy 2012
La 93ª edizione del Tourist Trophy si è disputata fra il 26 maggio e il 9 giugno 2012.
John McGuinness, vincitore del Superbike TT e del Superstock TT, si aggiudica il TT Championship, con conseguente assegnazione del “Joey Dunlop Trophy”. Nella graduatoria riservata ai piloti privati (tutti coloro che partecipano senza supporto ufficiale da parte delle case costruttrici), è Dan Stewart ad ottenere la vittoria.

## Risultati
La competizione si svolge sul circuito del Mountain, di ogni gara vengono riportati solo i primi dieci piloti. Dove non indicata la nazionalità si intende pilota britannico.

### Superbike TT
2 giugno. 6 giri (236.38 miglia)
| Pos. | Pilota          | Motocicletta      | Velocità media | Tempo      |
| ---- | --------------- | ----------------- | -------------- | ---------- |
| 1    | John McGuinness | Honda CBR 1000RR  | 128.078 mph    | 1:46.03.06 |
| 2    | Cameron Donald  | Honda CBR 1000RR  | 127.780 mph    | 1:46.17.92 |
| 3    | Bruce Anstey    | Honda CBR 1000RR  | 126.938 mph    | 1:47.00.22 |
| 4    | Guy Martin      | Suzuki GSX-R 1000 | 126.544 mph    | 1:47.20.18 |
| 5    | Gary Johnson    | Honda CBR 1000RR  | 126.241 mph    | 1:47.35.65 |
| 6    | William Dunlop  | Honda CBR 1000RR  | 125.887 mph    | 1:47.53.79 |
| 7    | James Hillier   | Kawasaki ZX-10R   | 124.589 mph    | 1:49.01.23 |
| 8    | Ian Hutchinson  | Yamaha YZF R1     | 123.827 mph    | 1:49.41.52 |
| 9    | Dean Harrison   | BMW S1000RR       | 123.272 mph    | 1:50.11.13 |
| 10   | Michael Dunlop  | Honda CBR 1000RR  | 123.127 mph    | 1:50.18.92 |

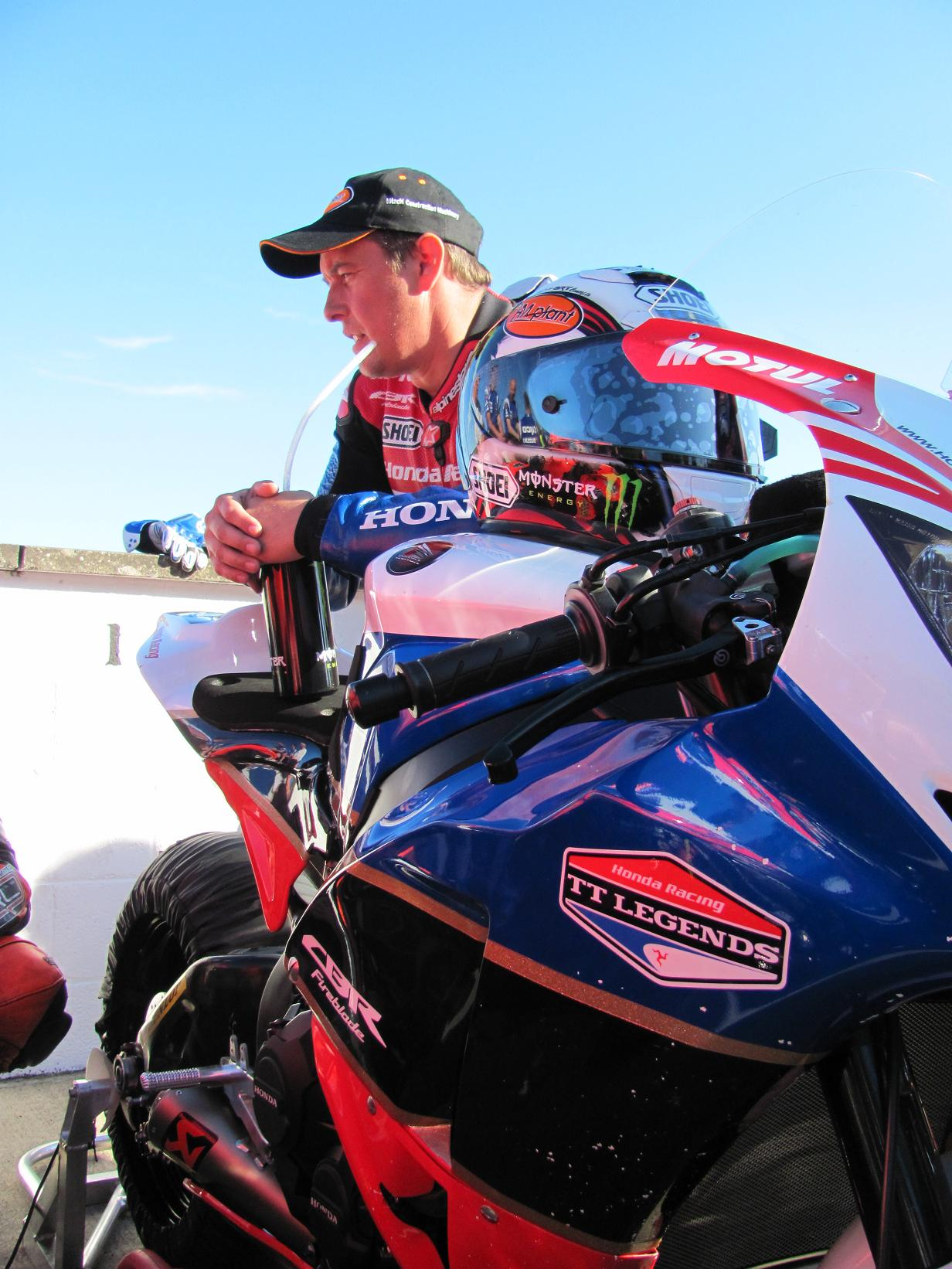
John McGuinness, vincitore del Superbike TT

Giro più veloce: John McGuinness – 130.483 mph (17' 20.97) (giro 1).

### Sidecar TT - gara 1
2 giugno. 3 giri (113.00 miglia)
| Pos. | Pilota          | Passeggero         | Motocicletta             | Velocità media | Tempo      |
| ---- | --------------- | ------------------ | ------------------------ | -------------- | ---------- |
| 1    | Dave Molyneux   | Patrick Farrance   | DMR 600 cm³              | 113.055 mph    | 1:00.04.29 |
| 2    | Ben Birchall    | Tom Birchall       | LCR Honda 600 cm³        | 112.359 mph    | 1:00.26.63 |
| 3    | Conrad Harrison | Mike Aylott        | Shelbourne Honda 600 cm³ | 111.919 mph    | 1:00.40.89 |
| 4    | Gary Bryan      | Jamie Winn         | Baker Honda 600 cm³      | 110.346 mph    | 1:00.32.79 |
| 5    | Robert Handcock | Ken Edwards        | Shelbourne Honda 600 cm³ | 107.376 mph    | 1:03.14.92 |
| 6    | Mike Cookson    | Kris Hibberd       | Ireson Honda 600 cm³     | 106.923 mph    | 1:03.30.99 |
| 7    | Gary Knight     | Dan Knight         | DMR Kawasaki 600 cm³     | 106.612 mph    | 1:03.42.13 |
| 8    | Frank Lelias    | Charles Richardson | LCR Honda 600 cm³        | 106.313 mph    | 1:03.52.87 |
| 9    | John Saunders   | Shaun Parker       | Shelbourne Honda 600 cm³ | 105.588 mph    | 1:04.19.18 |
| 10   | Tony Thirkell   | Nigel Barlow       | MR Equipe Honda 600 cm³  | 105.354 mph    | 1:04.27.78 |

Giro più veloce: Dave Molyneux/Patrick Farrance – 113.590 mph (19' 55.77) (giro 3).

### Supersport Junior TT - gara 1
4 giugno. 4 giri (150.73 miglia)
| Pos. | Pilota          | Motocicletta    | Velocità media | Tempo      |
| ---- | --------------- | --------------- | -------------- | ---------- |
| 1    | Bruce Anstey    | Honda CBR 600RR | 124.160 mph    | 1:12.55.92 |
| 2    | Cameron Donald  | Honda CBR 600RR | 124.138 mph    | 1:12.56.69 |
| 3    | William Dunlop  | Honda CBR 600RR | 123.542 mph    | 1:13.17.80 |
| 4    | John McGuinness | Honda CBR 600RR | 123.310 mph    | 1:13.26.06 |
| 5    | James Hillier   | Kawasaki ZX-6R  | 120.046 mph    | 1:15.25.86 |
| 6    | Ian Lougher     | Kawasaki ZX-6R  | 119.776 mph    | 1:15.36.06 |
| 7    | Roy Richardson  | Yamaha YZF R6   | 119.776 mph    | 1:15.36.07 |
| 8    | Dan Stewart     | Honda CBR 600RR | 119.503 mph    | 1:15.46.43 |
| 9    | Ian Hutchinson  | Yamaha YZF R6   | 119.283 mph    | 1:15.54.82 |
| 10   | Ivan Lintin     | Kawasaki ZX-6R  | 118.586 mph    | 1:16.21.57 |

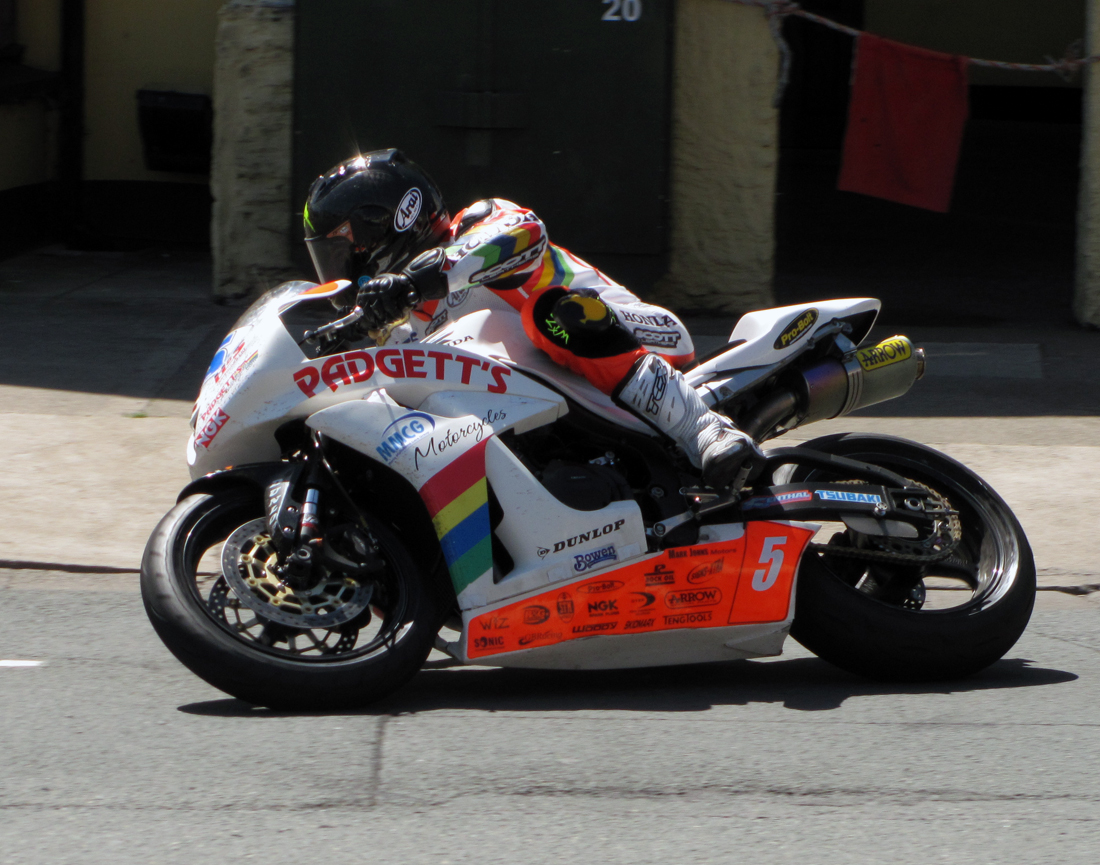
Bruce Anstey, vincitore della prima gara dello Junior TT

Giro più veloce: Michael Dunlop – 126.948 mph (17' 49.95) (giro 2).

### Superstock TT
4 giugno. 4 giri (150.73 miglia)
| Pos. | Pilota          | Motocicletta      | Velocità media | Tempo      |
| ---- | --------------- | ----------------- | -------------- | ---------- |
| 1    | John McGuinness | Honda CBR 1000RR  | 126.657 mph    | 1:11.29.65 |
| 2    | Michael Dunlop  | Kawasaki ZX-10R   | 127.427 mph    | 1:11.37.45 |
| 3    | Ryan Farquhar   | Kawasaki ZX-10R   | 126.281 mph    | 1:11.42.41 |
| 4    | Bruce Anstey    | Honda CBR 1000RR  | 126.593 mph    | 1:12.05.98 |
| 5    | Guy Martin      | Suzuki GSX-R 1000 | 125.567 mph    | 1:12.06.85 |
| 6    | James Hillier   | Kawasaki ZX-10R   | 125.445 mph    | 1:12.11.09 |
| 7    | Michael Rutter  | Kawasaki ZX-10R   | 125.231 mph    | 1:12.18.48 |
| 8    | Gary Johnson    | Honda CBR 1000RR  | 124.742 mph    | 1:12.35.48 |
| 9    | Dan Stewart     | Honda CBR 1000RR  | 124.610 mph    | 1:12.40.09 |
| 10   | Cameron Donald  | Honda CBR 1000RR  | 124.548 mph    | 1:12.42.25 |

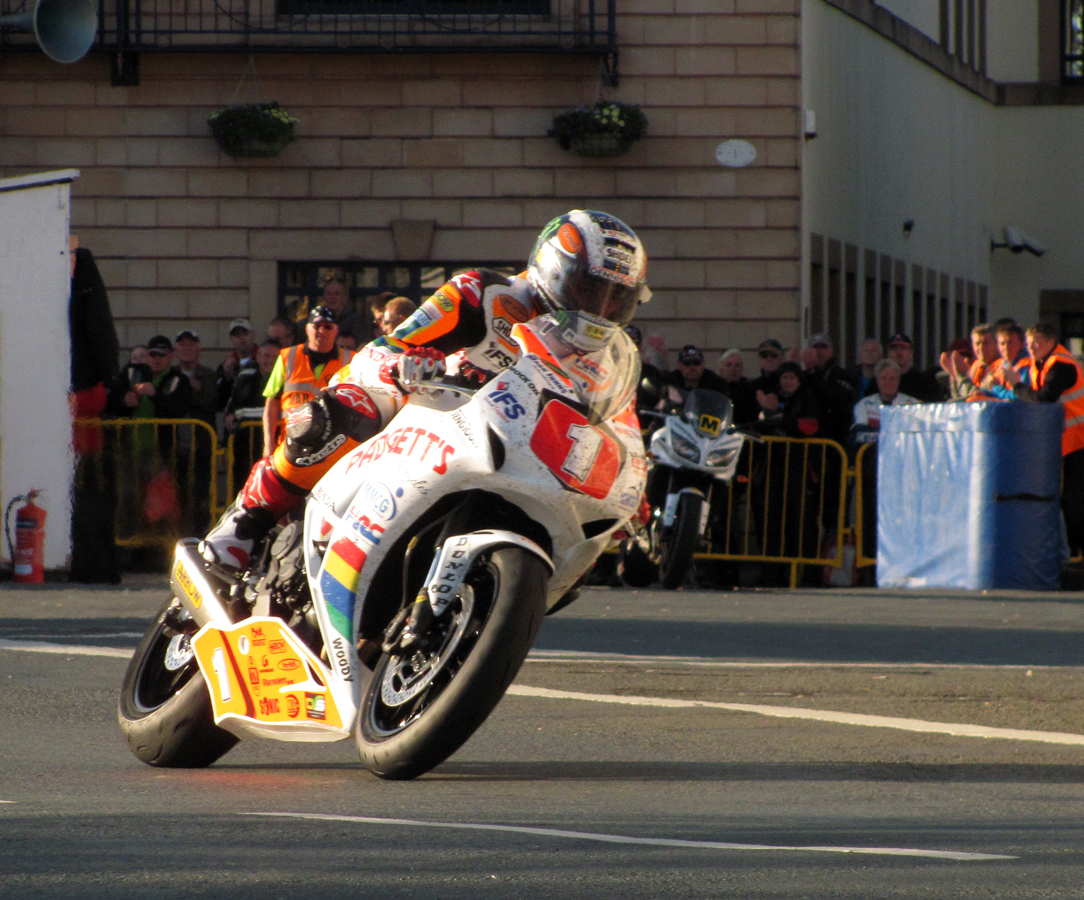
John McGuinness, vincitore del Superstock TT

Giro più veloce: Michael Dunlop – 129.253 mph (17' 30.87) (giro 4).

### Sidecar TT - gara 2
6 giugno. 3 giri (113.00 miglia)
| Pos. | Pilota          | Passeggero           | Motocicletta             | Velocità media | Tempo      |
| ---- | --------------- | -------------------- | ------------------------ | -------------- | ---------- |
| 1    | Dave Molyneux   | Patrick Farrance     | DMR 600 cm³              | 113.071 mph    | 1:00.03.80 |
| 2    | Tim Reeves      | Dan Sayle            | LCR Honda 600 cm³        | 112.536 mph    | 1:00.20.92 |
| 3    | Ben Birchall    | Tom Birchall         | LCR Honda 600 cm³        | 111.672 mph    | 1:00.48.94 |
| 4    | Gary Bryan      | Jamie Winn           | Baker Honda 600 cm³      | 108.835 mph    | 1:02.24.04 |
| 5    | Douglas Wright  | Martin Hull          | Baker Honda 600 cm³      | 108.429 mph    | 1:02.38.06 |
| 6    | Greg Lambert    | Jason Crowe          | GLR Honda 600 cm³        | 108.038 mph    | 1:02.51.68 |
| 7    | Robert Handcock | Ken Edwards          | Shelbourne Honda 600 cm³ | 106.589 mph    | 1:03.42.93 |
| 8    | Tony Baker      | Fiona Baker-Milligan | Baker Suzuki 600 cm³     | 106.157 mph    | 1:03.58.52 |
| 9    | Karl Bennett    | Lee Cain             | DMR Honda 600 cm³        | 105.965 mph    | 1:04.05.46 |
| 10   | Frank Lelias    | Charlie Richardson   | LCR Honda 600 cm³        | 105.450 mph    | 1:04.24.25 |

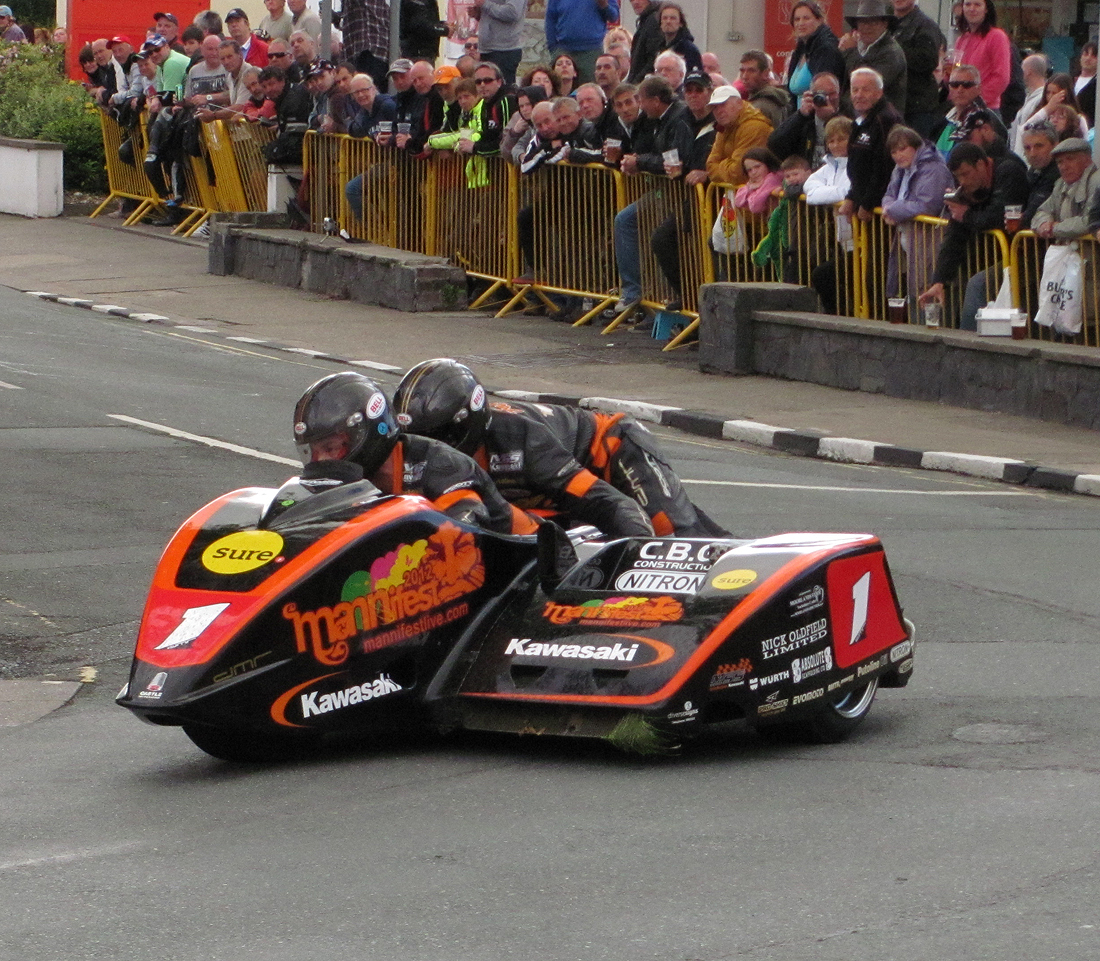
Dave Molyneux e Patrick Farrance, vincitori anche della seconda gara del Sidecar TT

Giro più veloce: Dave Molyneux/Patrick Farrance – 114.486 mph (19' 46.42) (giro 3).

### TT Zero

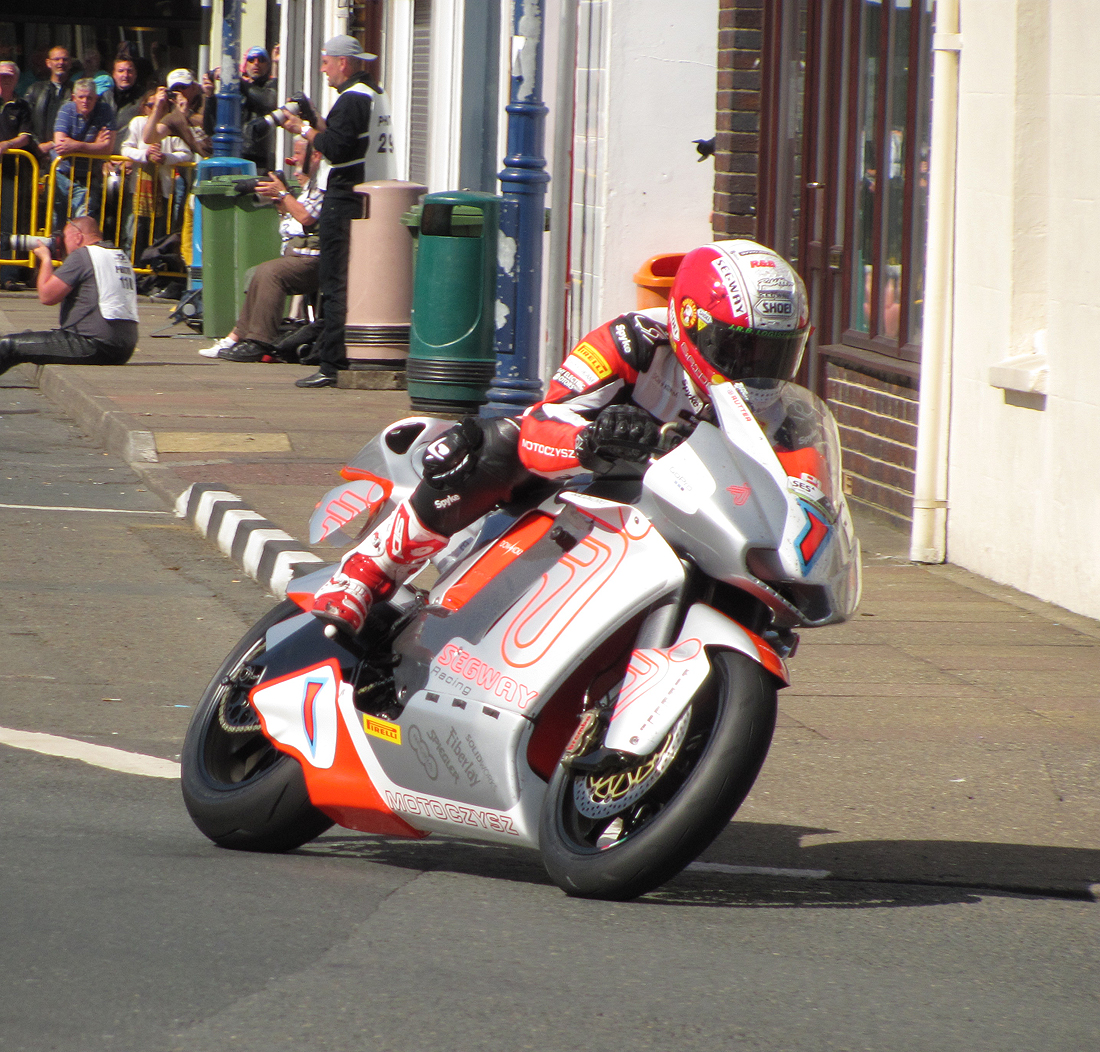
Michael Rutter, vincitore del TT Zero

6 giugno. 1 giro (37.73 miglia)
Solo quattro piloti alla partenza.
| Pos. | Nº | Pilota          | Motocicletta      | Tempo      | Velocità media |
| ---- | -- | --------------- | ----------------- | ---------- | -------------- |
| 1    | 1  | Michael Rutter  | MotoCzysz E1pc    | 0:21:45.33 | 104.056 mph    |
| 2    | 3  | John McGuinness | Mugen Shinden     | 0:22:08.85 | 102.215 mph    |
| 3    | 2  | Mark Miller     | MotoCzysz E1pc    | 0:22:23.97 | 101.065 mph    |
| 4    | 14 | Robert Barber   | Zero Emission TGM | 0:28:56.45 | 78.221 mph     |

### Lightweight TT
9 giugno. 3 giri (113.00 miglia)
| Pos. | Nº | Pilota            | Motocicletta     | Tempo      | Velocità media |
| ---- | -- | ----------------- | ---------------- | ---------- | -------------- |
| 1    | 2  | Ryan Farquhar     | Kawasaki 650 cm³ | 0:59:29.57 | 114.155 mph    |
| 2    | 1  | James Hillier     | Kawasaki 650 cm³ | 0:59:58.57 | 113.235 mph    |
| 3    | 7  | Michael Rutter    | Kawasaki 650 cm³ | 1:00:03.61 | 113.077 mph    |
| 4    | 4  | Cameron Donald    | Kawasaki 650 cm³ | 1:00:34.51 | 112.115 mph    |
| 5    | 22 | Russell Mountford | Kawasaki 650 cm³ | 1:00:44.04 | 111.822 mph    |
| 6    | 6  | William Dunlop    | Kawasaki 650 cm³ | 1:00:46.25 | 111.754 mph    |
| 7    | 30 | Ivan Lintin       | Kawasaki 650 cm³ | 1:00:57.24 | 111.419 mph    |
| 8    | 5  | Ian Lougher       | Kawasaki 650 cm³ | 1:01:39.18 | 110.155 mph    |
| 9    | 14 | Oliver Linsdell   | Flitwick 650 cm³ | 1:01:44.78 | 109.989 mph    |
| 10   | 62 | Jamie Hamilton    | Kawasaki 650 cm³ | 1:02:04.57 | 109.404 mph    |

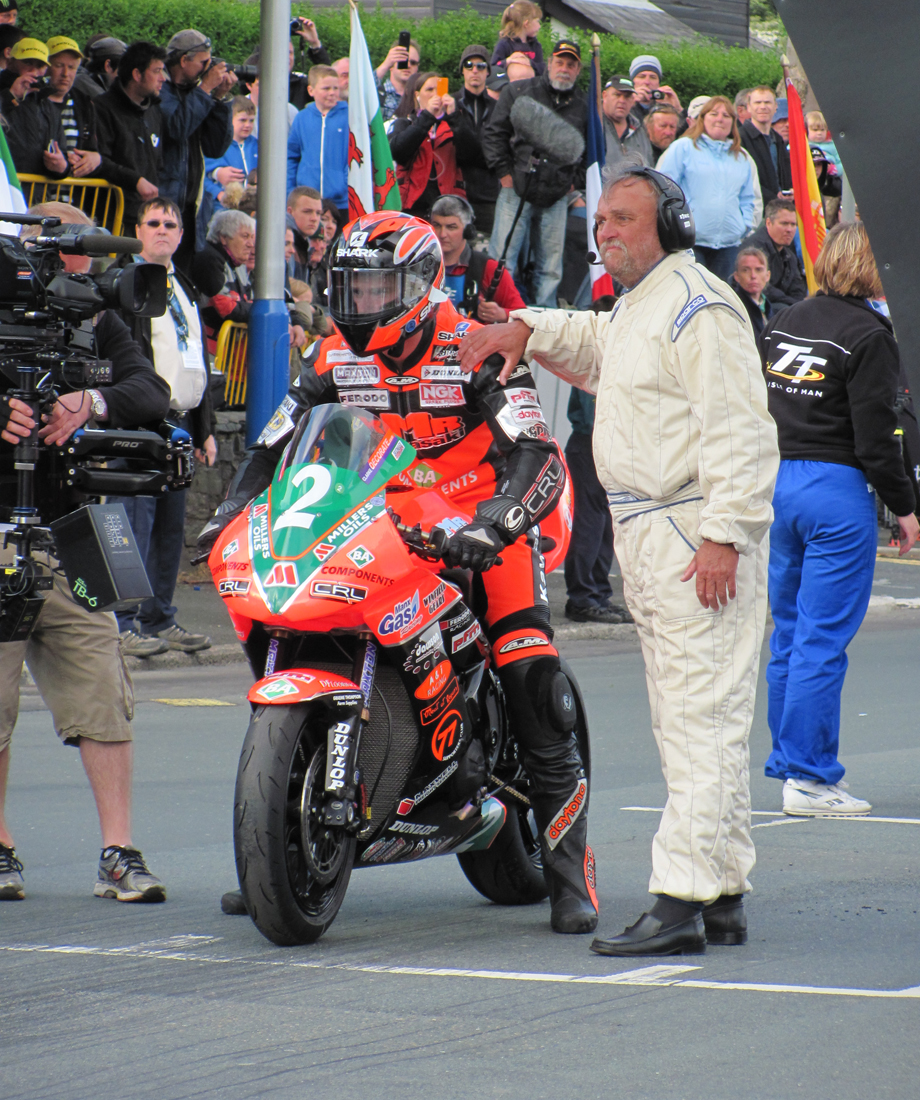
Ryan Farquhar, vincitore del Lightweight TT, sulla linea di partenza

Giro più veloce: Michael Rutter – 115.554 mph (19' 35.45) (3 giro).

### Supersport Junior TT - gara 2
6 giugno. 4 giri (150.73 miglia)
| Pos. | Pilota          | Motocicletta        | Velocità media | Tempo      |
| ---- | --------------- | ------------------- | -------------- | ---------- |
| 1    | Michael Dunlop  | Yamaha YZF R6       | 124.543 mph    | 1:13.17.76 |
| 2    | Cameron Donald  | Honda CBR 600RR     | 123.171 mph    | 1:13.31.02 |
| 3    | Ryan Farquhar   | Kawasaki ZX-6R      | 122.633 mph    | 1:13.50.37 |
| 4    | Bruce Anstey    | Honda CBR 600RR     | 122.633 mph    | 1:13.50.38 |
| 5    | John McGuinness | Honda CBR 600RR     | 122.327 mph    | 1:14.01.46 |
| 6    | Ian Hutchinson  | Yamaha YZF R6       | 120.549 mph    | 1:15.06.97 |
| 7    | James Hillier   | Kawasaki ZX-6R      | 120.436 mph    | 1:15.11.20 |
| 8    | Guy Martin      | Suzuki GSX-R 600    | 120.256 mph    | 1:15.17.95 |
| 9    | Dan Stewart     | Honda CBR 600RR     | 119.521 mph    | 1:15.45.73 |
| 10   | Daniel Cooper   | Triumph Daytona 675 | 119.341 mph    | 1:15.52.62 |

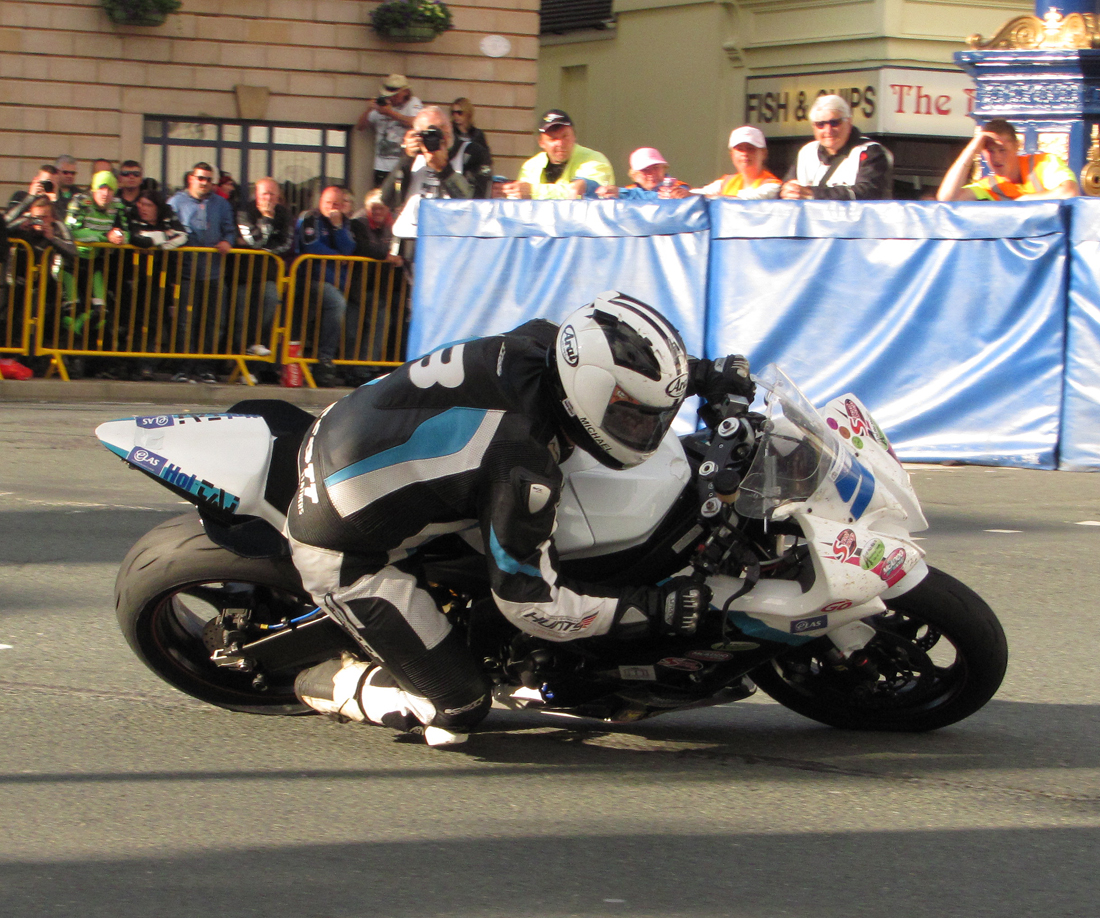
Michael Dunlop, vincitore della seconda gara dello Junior TT

Giro più veloce: Michael Dunlop – 125.629 mph (18' 01.19) (giro 4).